# اسکات گودمن
اسکات گودمن (انگلیسی: Scott Goodman؛ زادهٔ ۲۰ اوت ۱۹۷۳) شناگر اهل استرالیا بود.
وی در مسابقات کشوری و بین‌المللی در مجموع برندهٔ ۱ مدال طلا، ۲ مدال نقره، ۳ مدال برنز شده‌است.